# Chypre aux Jeux méditerranéens de 2018
Cet article contient des informations sur la participation et les résultats de Chypre aux Jeux méditerranéens de 2018 à Tarragone en Espagne.

## Médailles

### Or
| Sport                  | Discipline                         | Sportifs        |
| Médailles d'or : 2     |                                    |                 |
| Gymnastique artistique | Concours général individuel hommes | Mários Georgíou |
| Gymnastique artistique | Barre fixe hommes                  | Mários Georgíou |

### Argent
| Sport                  | Discipline               | Sportifs        |
| Médailles d'argent : 1 |                          |                 |
| Gymnastique artistique | Barres parallèles hommes | Mários Georgíou |

### Bronze
| Sport                   | Discipline             | Sportifs        |
| Médailles de bronze : 1 |                        |                 |
| Gymnastique artistique  | Cheval d'arçons hommes | Mários Georgíou |